# Crotalaria bialata
Crotalaria bialata är en ärtväxtart som beskrevs av Franz von Paula Schrank. Crotalaria bialata ingår i släktet sunnhampor, och familjen ärtväxter. Inga underarter finns listade i Catalogue of Life.